# Xã Custer, Quận Decatur, Kansas
Xã Custer (tiếng Anh: Custer Township) là một xã thuộc quận Decatur, tiểu bang Kansas, Hoa Kỳ. Năm 2010, dân số của xã này là 25 người.